# Stone-Čech-Kompaktifizierung
Die  Stone–Čech-Kompaktifizierung ist eine Konstruktion der Topologie zur Einbettung eines topologischen Raumes {\displaystyle X} in einen kompakten Hausdorff-Raum. Die  Stone–Čech-Kompaktifizierung {\displaystyle \beta X} eines topologischen Raumes {\displaystyle X} ist der „größte“ kompakte Hausdorff-Raum, der {\displaystyle X} als dichte Teilmenge „enthält“. Präzise ausgedrückt bedeutet das, dass jede Abbildung von {\displaystyle X} in einen kompakten Hausdorff-Raum bezüglich {\displaystyle \beta X} eindeutig faktorisierbar ist. Wenn {\displaystyle X} ein Tychonoff-Raum ist, dann ist die Abbildung {\displaystyle X\rightarrow \beta X} eine Einbettung. Man kann sich {\displaystyle X} also als dichten Unterraum von {\displaystyle \beta X} vorstellen.
Man benötigt das Auswahlaxiom (etwa in Form des Satzes von Tychonoff), um zu zeigen, dass jeder topologische Raum eine Stone–Čech-Kompaktifizierung besitzt. Auch für sehr einfache Räume {\displaystyle X} ist es sehr schwer, eine konkrete Angabe von {\displaystyle \beta X} zu bekommen. Zum Beispiel ist es unmöglich, einen expliziten Punkt aus {\displaystyle \beta \mathbb {N} \setminus \mathbb {N} } anzugeben.
Die Stone–Čech-Kompaktifizierung wurde von Marshall Stone (1937) und Eduard Čech (1937) unabhängig voneinander gefunden. Čech stützte sich auf Vorarbeiten von Andrei Nikolajewitsch Tichonow, der 1930 gezeigt hatte, dass jeder vollständig reguläre Raum in ein Produkt von abgeschlossenen Intervallen eingebettet werden kann. Die heute so genannte Stone–Čech-Kompaktifizierung ist dann der Abschluss der Einbettung. Stone betrachtete hingegen den Ring {\displaystyle C(X)} der stetigen, reellwertigen Funktionen auf einem topologischen Raum {\displaystyle X}. Bei seiner Konstruktion ist die heutige Stone–Čech-Kompaktifizierung die Menge der Ultrafilter eines Verbands mit einer bestimmten Topologie.

## Universelle Eigenschaft und Funktorialität
{\displaystyle \beta X} ist ein kompakter Hausdorff-Raum zusammen mit einer stetigen Abbildung {\displaystyle \iota _{X}\colon X\to \beta X} mit folgender universellen Eigenschaft: Für jeden kompakten Hausdorff-Raum {\displaystyle K} und jede stetige Abbildung {\displaystyle f\colon X\rightarrow K} gibt es eine eindeutig bestimmte, stetige Abbildung {\displaystyle \beta f\colon \beta X\to K}, sodass {\displaystyle f=\beta f\circ \iota _{X}}.
Die Abbildung {\displaystyle \iota _{X}} kann intuitiv als „Einbettung“ von {\displaystyle X} in {\displaystyle \beta X} aufgefasst werden. {\displaystyle \iota _{X}} ist genau dann injektiv, wenn {\displaystyle X} ein vollständiger Hausdorff-Raum ist, und genau dann eine topologische Einbettung, wenn {\displaystyle X} vollständig regulär ist. Die Abbildung {\displaystyle \beta f} kann in dieser Sprechweise als Fortsetzung von {\displaystyle f} auf ganz {\displaystyle \beta X} aufgefasst werden.
Da {\displaystyle \beta X} selbst ein kompakter Hausdorff-Raum ist, folgt aus der universellen Eigenschaft, dass {\displaystyle \beta X} und {\displaystyle \iota _{X}} bis auf einen natürlichen Homöomorphismus eindeutig bestimmt sind.
- {\displaystyle \iota _{X}} ist genau dann injektiv, wenn {\displaystyle X} ein vollständiger Hausdorff-Raum ist.
- {\displaystyle \iota _{X}} ist genau dann eine topologische Einbettung, wenn {\displaystyle X} ein Tychonoff-Raum ist.[2]
- {\displaystyle \iota _{X}} ist genau dann eine offene Einbettung, wenn {\displaystyle X} ein lokalkompakter Hausdorff-Raum ist.
- {\displaystyle \iota _{X}} ist genau dann ein Homöomorphismus, wenn {\displaystyle X} ein kompakter Hausdorff-Raum ist.

Manche Autoren nehmen an, dass der Ausgangsraum ein Tychonoff-Raum (oder auch ein lokalkompakter Hausdorff-Raum) sein soll. Die  Stone–Čech-Kompaktifizierung kann für allgemeinere Räume konstruiert werden, jedoch ist die Abbildung {\displaystyle \iota _{X}} keine Einbettung mehr, wenn {\displaystyle X} kein Tychonoff-Raum ist, denn die Tychonoff-Räume sind gerade die Teilräume der kompakten Hausdorff-Räume.
Die Erweiterungseigenschaft macht aus {\displaystyle \beta } einen Funktor von Top (die Kategorie der topologischen Räume) oder auch Tych (die Kategorie der Tychonoff-Räume) in CHaus (die Kategorie der kompakten Hausdorffräume). Wenn wir {\displaystyle U} den Inklusionsfunktor von CHaus nach Top bzw. Tych setzen, erhalten wir, dass die stetigen Abbildungen von {\displaystyle \beta X\to K} ({\displaystyle K} aus CHaus) in natürlicher Bijektion sind zu den stetigen Abbildungen {\displaystyle X\to UK} (wenn man die Einschränkung auf {\displaystyle \iota _{X}(X)} betrachtet und die Universelle Eigenschaft von {\displaystyle \beta X} benutzt). Das heißt {\displaystyle \operatorname {Hom} (\beta X,K)=\operatorname {Hom} (X,UK)}, was bedeutet, dass {\displaystyle \beta } linksadjungiert zu {\displaystyle U} ist.

## Konstruktionen

### Konstruktion mittels Produkten
Eine Möglichkeit, die Stone-Čech-Kompaktifizierung von {\displaystyle X} zu erzeugen, ist, den Abschluss des Bildes von {\displaystyle X} in 
{\displaystyle \prod C}
zu nehmen. Hierbei sei das Produkt über alle Abbildungen von {\displaystyle X} in kompakte Hausdorff-Räume {\displaystyle C}. Dies ist allerdings formal nicht durchführbar, da die Zusammenfassung aller solcher Abbildungen eine echte Klasse und keine Menge ist, dieses Produkt also gar nicht existiert. Es gibt verschiedene Wege, diese Idee so zu verändern, dass es funktioniert.
Eine Möglichkeit ist, nur solche {\displaystyle C} in das Produkt einzubeziehen, die auf einer Teilmenge von {\displaystyle {\mathcal {P}}({\mathcal {P}}(X))} definiert sind.
Die Kardinalität von {\displaystyle {\mathcal {P}}({\mathcal {P}}(X))} ist größer gleich der Kardinalität jedes kompakten Hausdorff-Raumes, in welchen man {\displaystyle X} mit dichtem Bild abbilden kann.

### Konstruktion mit dem Einheitsintervall
Eine Möglichkeit, {\displaystyle \beta X} zu konstruieren, besteht darin, die Abbildung
{\displaystyle \iota :={\begin{cases}X\to [0,1]^{C(X)}\\x\mapsto (f(x))_{f\in C(X)}\end{cases}}}
zu benutzen, wobei {\displaystyle C(X)} die Menge aller stetigen Abbildungen {\displaystyle X\to [0,1]} ist.
Nach dem Satz von Tychonoff folgt nun, dass {\displaystyle [0,1]^{C(X)}} kompakt ist, da {\displaystyle [0,1]} kompakt ist. Der Abschluss {\displaystyle \beta X:={\overline {\iota (X)}}} in {\displaystyle [0,1]^{C(X)}} ist also ein kompakter Hausdorff-Raum.
Wir zeigen, dass dieser zusammen mit der Abbildung
{\displaystyle \iota _{X}\colon {\begin{cases}X\to \beta X\\x\mapsto \iota (x)\end{cases}}}
die universelle Eigenschaft der Stone-Čech-Kompaktifizierung erfüllt.
Wir betrachten zunächst {\displaystyle K=[0,1]}. In diesem Fall ist die gewünschte Fortsetzung von {\displaystyle f\colon X\rightarrow [0,1]} die Projektion auf die {\displaystyle f}-Koordinate in {\displaystyle [0,1]^{C(X)}}.
Ist {\displaystyle K} ein beliebiger kompakter Hausdorff-Raum, so ist er nach der obigen Konstruktion homöomorph zu {\displaystyle \beta K}. Die Injektivität der Einbettung folgt dabei aus dem Lemma von Urysohn, die Surjektivität und die Kontinuität der Inversen aus der Kompaktheit von {\displaystyle K}. Es genügt nun, {\displaystyle f\colon X\rightarrow Y\cong \beta Y\subset [0,1]^{C(Y)}} komponentenweise fortzusetzen.
Die in diesem Beweis benötigte universelle Eigenschaft des Einheitsintervalls ist, dass es ein Kogenerator der Kategorie der kompakten Hausdorff-Räume ist. Das bedeutet, dass es für zwei beliebige unterschiedliche Morphismen {\displaystyle f,g\colon A\rightarrow B} einen Morphismus {\displaystyle h\colon B\rightarrow [0,1]} gibt, sodass {\displaystyle h\circ f} und {\displaystyle h\circ g} unterschiedlich sind. 
Statt {\displaystyle [0,1]} hätte man also jeden beliebigen Kogenerator oder jede kogeneriende Menge verwenden können.

### Konstruktion mittels Ultrafiltern

#### Diskrete Räume
Ist {\displaystyle X} diskret, dann kann man {\displaystyle \beta X} als die Menge aller Ultrafilter auf {\displaystyle X} mit der Stone-Topologie konstruieren. 
Die Einbettung von {\displaystyle X} erfolgt dann, indem man die Elemente aus {\displaystyle X} mit den Einpunktfiltern identifiziert. Diese Konstruktion stimmt für diskrete Räume mit der Wallman-Kompaktifizierung überein.
Wieder muss man die universelle Eigenschaft überprüfen: Sei {\displaystyle F} ein Ultrafilter auf {\displaystyle X}. Dann gibt es zu jeder Abbildung {\displaystyle f\colon X\rightarrow K}, mit {\displaystyle K} kompakter Hausdorff-Raum, einen Ultrafilter {\displaystyle f(F)} auf {\displaystyle K}. Dieser Ultrafilter hat einen eindeutigen Grenzwert {\displaystyle x\in K}, weil {\displaystyle K} kompakt und hausdorff ist. Nun definiert man {\displaystyle \beta f(F)=x} und man kann zeigen, dass dies eine stetige Fortsetzung von {\displaystyle f} ist.
Äquivalent dazu kann man den Stone-Raum der vollständigen Booleschen Algebra aller Teilmengen von {\displaystyle X} als die Stone-Čech-Kompaktifizierung nehmen. Dies ist wirklich dieselbe Konstruktion, da der Stone-Raum dieser Booleschen Algebra die Menge der Ultrafilter oder äquivalent der Primideale (oder Homomorphismen in die zweielementige Boolesche Algebra) der Booleschen Algebra ist, was dasselbe ist wie die Menge der Ultrafilter auf {\displaystyle X}.

#### Allgemeine Tychonoff-Räume
Ist {\displaystyle X} ein beliebiger Tychonoff-Raum, so nimmt man statt aller Teilmengen nur die {\displaystyle z}-Mengen von {\displaystyle X}, um den Zusammenhang mit der Topologie zu erhalten:
Ist {\displaystyle f\colon X\to \mathbb {R} } eine stetige Funktion, dann heißt {\displaystyle \{x\in X:f(x)=0\}} die z-Menge von {\displaystyle f}. Mit {\displaystyle Z(X)} wird die Menge aller {\displaystyle z}-Mengen von {\displaystyle X} bezeichnet, d. h. {\displaystyle Y\in Z(X)\Leftrightarrow \exists f\in C(X,\mathbb {R} )\left(f(x)=0\Leftrightarrow x\in Y\right)}.
Die {\displaystyle z}-Mengen sind durch die Teilmengenrelation geordnet und man kann wie üblich Filter definieren. Ein {\displaystyle z}-Ultrafilter ist ein maximaler Filter.
Bezeichnet man mit {\displaystyle J(X)} die Menge aller Ultra-Filter auf {\displaystyle Z(X)} mit der Topologie, die durch die {\displaystyle z}-Mengen von {\displaystyle X} erzeugt wird, dann gilt: Da für jeden Punkt von {\displaystyle x\in X} wegen der Tychonoff-Eigenschaft {\displaystyle \{x\}} eine {\displaystyle z}-Menge ist, ist {\displaystyle Z(x):=\{Y\in Z(X)\mid x\in Y\}} ein {\displaystyle z}-Ultrafilter. Daher ist die Abbildung {\displaystyle \iota \colon X\to J(X)} mit {\displaystyle \iota (x)=Z(x)} eine Einbettung.
Man zeigt dann noch, dass der konstruierte Raum ein kompakter Hausdorffraum ist und dass das Bild von {\displaystyle X} dicht darin ist. Dass {\displaystyle J(X)=\beta X} gilt, folgt schließlich aus der Tatsache, dass jede beschränkte Funktion sich fortsetzen lässt.

### Konstruktion mittels C*-Algebren
Wenn {\displaystyle X} ein vollständig regulärer Raum ist, kann man die Stone-Čech-Kompaktifizierung mit dem Spektrum von {\displaystyle C_{b}(X)} identifizieren. Hier steht {\displaystyle C_{b}(X)} für die unitale kommutative C*-Algebra aller stetigen und beschränkten Abbildungen {\displaystyle X\rightarrow \mathbb {C} } mit der Supremumsnorm.
Das Spektrum {\displaystyle {\tilde {X}}} ist die Menge der multiplikativen Funktionale mit der Teilraumtopologie der schwach-*-Topologie des Dualraums von {\displaystyle C_{b}(X)}, beachte {\displaystyle {\tilde {X}}\subset C_{b}(X)'}.
Für jedes {\displaystyle x\in X} ist {\displaystyle \delta _{x}\colon C_{b}(X)\rightarrow \mathbb {C} ,\,\delta _{x}(f):=f(x)} ein multiplikatives Funktional. 
Identifiziert man {\displaystyle x\in X} mit {\displaystyle \delta _{x}\in {\tilde {X}}}, so erhält man {\displaystyle X\subset {\tilde {X}}}, und man kann zeigen, dass {\displaystyle {\tilde {X}}} homöomorph zur Stone–Čech Kompaktifizierung {\displaystyle \beta X} ist.